# Kinine
Le nom de kinine est un nom générique qui regroupe plusieurs polypeptides du plasma. Ceux-ci sont libérés à partir du kininogène, sous l'action de la kallicréine. Leur métabolisme est dû à la kininase II.
Les deux principales kinines sont la bradykinine et la kallidine.
Ils ont une action de relâchement de la musculature lisse provoquant une vasodilatation artérielle. Ils agissent sur les cellules endothéliales des capillaires sanguins pour en augmenter la perméabilité, et ainsi faciliter la migration des leucocytes. Le résultat de leur action est une hypotension et une douleur.